# Gustavus Woodson Smith
Gustavus Woodson Smith (ur. 30 listopada 1821, zm. 24 czerwca 1896), powszechnie znany jako G.W. Smith – zawodowy oficer United States Army, który walczył w wojnie amerykańsko-meksykańskiej, w cywilu inżynier, a w czasie wojny secesyjnej Major General armii konfederackiej.

## Życiorys
Urodził się w miejscowości Georgetown w stanie Kentucky. Jego dalekim krewnym był John Bell Hood. W roku 1842 ukończył − z ósmą lokatą spośród 56 kadetów − United States Military Academy w West Point i otrzymał stopień brevet podporucznika. Wstąpił do Korpusu Inżynieryjnego US Army i 1 stycznia 1845 roku otrzymał awans na podporucznika regularnej armii.
Smith wziął udział w wojnie z Meksykiem i za udział w akcjach był dwukrotnie awansowany. 18 kwietnia 1847 roku otrzymał stopień brevet porucznika za udział w bitwie pod Cerro Gordo, a 20 sierpnia, po bitwie pod Contreras brevet kapitana. 3 marca 1853 roku Smith uzyskał awans na porucznika armii regularnej, po czym 18 grudnia 1854 roku wystąpił z wojska i został cywilnym inżynierem w Nowym Jorku. W latach 1858–1861 był tam komisarzem ds. ulic.
Gdy w roku 1861 wybuchła wojna secesyjna rodzinny stan Smitha, Kentucky, stał się stanem granicznym. Po kilku miesiącach wahania Smith zjawił się w Richmond i zgłosił gotowość do służby w armii konfederackiej. 19 września otrzymał stopień generała-majora i został skierowany do Armii Północnej Wirginii. Uczestniczył − jako dowódca skrzydła − w bitwie pod Seven Pines w pobliżu Richmond w czasie kampanii półwyspowej.
31 maja 1862 roku, gdy gen. Joseph Johnston został ranny, Smith na krótko objął dowodzenie nad armią, ale nie był w stanie podjąć decyzji co do następnych kroków w bitwie, co skutkowało niepochlebną opinią prezydenta Konfederacji Jeffersona Davisa, jak również generała Roberta Lee, doradcy Davisa, więc już następnego dnia (1 czerwca) prezydent Davis zastąpił go Robertem Lee. 2 czerwca Smith rozchorował się i poprosił o zwolnienie na leczenie.
Wrócił pod koniec sierpnia i objął dowodzenie instalacjami obronnymi wokół Richmondu. W dniach 17-21 listopada 1862 roku zastępował konfederackiego sekretarza wojny.
17 lutego 1863 roku zrezygnował ze swego generalskiego przydziału i do końca roku ochotniczo zajmował się doradzaniem gen. Pierre’owi Beauregardowi. Do 1 czerwca 1864 roku był także zarządcą Etowah Iron Works, po czym został mianowany generałem-majorem milicji ochotniczej stanu Georgia i do końca wojny dowodził własną dywizją.
20 kwietnia 1865 roku Smith został zwolniony z niewoli i udał się do Tennessee, gdzie do roku 1870 zajmował się hutnictwem żelaza. Następnie przeniósł się do rodzinnego Kentucky, a w 1876 roku do Nowego Jorku, gdzie osiadł na stałe i zajął się pisarstwem. Książki jakie napisał to:
- Noted on Insurance (1870)
- Confederate War Papers (1884)
- The Battle of Seven Pines (1891)
- Generals J. E. Johnston and G.T. Beauregard at the Battle of Manassas, July 1861 (1892)

Jego ostatnia praca, Company A, Corps of Engineers, U.S.A., 1846–48, in the Mexican War, została wydana w roku 1896, pośmiertnie.
Smith zmarł w Nowym Jorku i został pochowany na cmentarzu Cedar Grove w New London (Connecticut).